# Tiziano Terzani
Tiziano Terzani (ur. 14 września 1938 we Florencji, zm. 28 lipca 2004 w Orsigni) – włoski reporter, dziennikarz i wieloletni korespondent Der Spiegla w Azji.

## Życiorys
Ukończył prawo w Pizie i Leeds, studiował sinologię na nowojorskim uniwersytecie Columbia. Publikował w „Corriere della Sera”, „L'Expresso” i „La Republica”. W Wietnamie obserwował upadek Sajgonu, co opisał w Pelle di leopardo. Diario vietnamita di un corrispondente di guerra 1972–1973 (1973) i Giai Phong! La liberazione di Saigon (1976). W 1980 był jednym z pierwszych zachodnich dziennikarzy w Pekinie. Po czterech latach aresztowany, poddany reedukacji i usunięty z Chin. Ten czas przedstawił w Zakazanych wrotach (1984). W latach 90. był świadkiem rozpadu Związku Radzieckiego, co zrelacjonował w Dobranoc, panie Lenin (1992). Najczęściej tłumaczone są jego Listy przeciwko wojnie (2002) napisane w oparciu o podróże po Afganistanie, Pakistanie i Indiach po 11 września 2001. Uważa się, że są one reakcją na antyislamskie poglądy Oriany Fallaci. Jeden z listów jest skierowany do niej. Nic nie zdarza się przypadkiem – to książka o ostatniej podróży chorego na raka autora. Wędrując po Ameryce, Indiach i Chinach, szuka on sposobów leczenia i harmonii duchowej. Koniec jest moim początkiem (2006) to książka napisana w formie rozmowy ze swoim synem Folco. Na podstawie tej książki powstał w 2010 film z Brunem Ganzem w roli głównej. Terzani i Ryszard Kapuściński mieli tę samą wizję dziennikarstwa.

## Twórczość

### Książki wydane po polsku
- Powiedział mi wróżbita. Lądowe podróże po Dalekim Wschodzie (Un indovino mi disse, tłum. Jerzy Łoziński, Zysk i S-ka, Poznań 2008)
- Nic nie zdarza się przypadkiem (Un altro giro di giostra, tłum. Anna Osmólska-Mętrak, Świat Książki, Warszawa 2009)
- W Azji (In Asia, tłum. Joanna Wajs, W.A.B., Warszawa 2009)[4]
- Koniec jest moim początkiem (La fine è il mio inizio, tłum. Iwona Banach, Zysk i S-ka, Poznań 2010)
- Zakazane wrota (La porta proibita, tłum. Krzysztof Żaboklicki, W.A.B., Warszawa 2011)
- Dobranoc, panie Lenin! (Buonanotte, Signor Lenin, tłum. Marcin Wyrembelski, Katarzyna Skórska, Zysk i S-ka, Poznań 2011)
- Listy przeciwko wojnie (Lettere contro la guerra, tłum. Joanna Wachowiak-Finlaison, W.A.B., Warszawa 2012)
- Duchy. Korespondencje z Kambodży (Fantasmi: dispacci dalla Cambogia, tłum. Joanna Ugniewska, Anna Osmólska-Mętrak, Joanna Wajs, W.A.B. 2015)

### Książki wydane po włosku
- 1973: Pelle di leopardo. Diario vietnamita di un corrispondente di guerra 1972-1973
- 1976: Giai Phong! La liberazione di Saigon
- 1984: La porta proibita
- 1992: Buonanotte, signor Lenin
- 1995: Un indovino mi disse
- 1998: In Asia
- 2002: Lettere contro la guerra
- 2004: Un altro giro di giostra
- 2006: La fine è il mio inizio
- 2008: Fantasmi: dispacci dalla Cambogia
- 2014: Un’idea di destino: Diari di una vita straordinaria
- 2018: In America[5]